# Filmoteca de Galicia

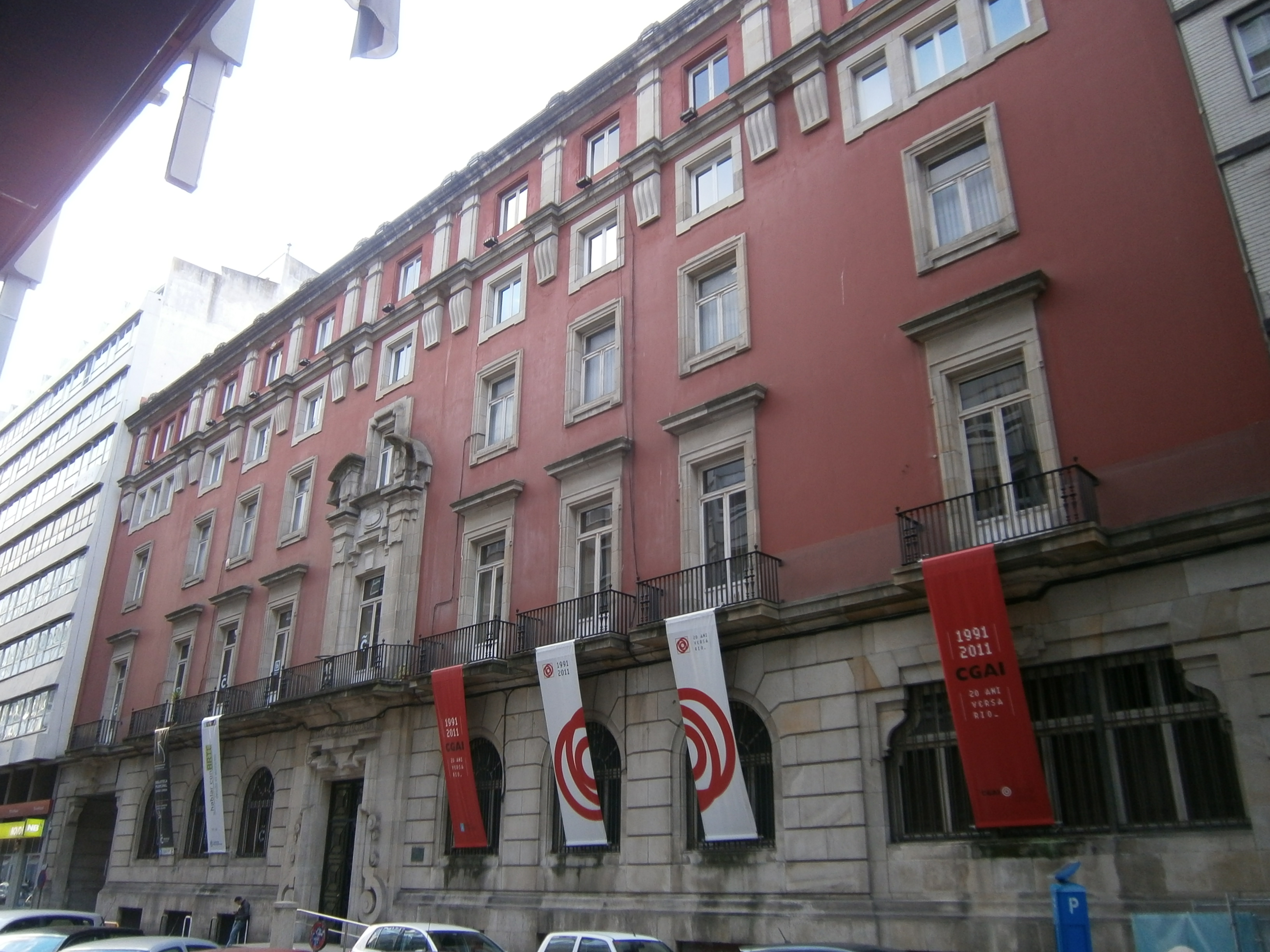
Sede de la Filmoteca de Galicia en la Casa de la Cultura Salvador de Madariaga de La Coruña.

La Filmoteca de Galicia es una institución que desarrolla sus actividades en los ámbitos del audiovisual y de la fotografía. Fue creada en 1989, bajo el nombre de Centro Galego de Artes da Imaxe, aunque no se puso en marcha hasta 1991.

## Historia
Creada por decreto el 5 de octubre de 1989 por la Junta de Galicia e inaugurado el 15 de marzo de 1991, tiene su sede en la Casa de la Cultura Salvador de Madariaga de La Coruña.
En 2016, la crisis económica redujo las partidas dedicadas a la Filmoteca de Galicia y disminuyó su personal. La sociedad gallega se movilizó en defensa de su Filmoteca.

## Centro de Conservación y Restauración
Con unas instalaciones de más de 1.200 m², la Filmoteca de Galicia cuenta con un Centro de Conservación y Restauración del patrimonio cinematográfico de Galicia. Sus funciones pueden dividirse en cuatro tareas bien diferenciadas:
- Conservación: La Filmoteca de Galicia dispone de los equipos, la tecnología y los útiles adecuados a la especificidad del soporte cinematográfico para poder adecuarse a los diferentes soportes y emulsiones que la industria audiovisual ha fabricado a lo largo de los años para garantizar la conservación del patrimonio cinematográfico a las generaciones futuras. Hay que tener en cuenta la siguiente distinción:

Conservación activa: Revisión e inspección de los documentos cinematográficos para evaluar sus características técnicas y su estado físico y químico para poder llevar a cabo los distintos tratamientos de adecuación, limpieza y/o tratamiento que requiera cada material.
Conservación pasiva: Situación de los materiales cinematográficos en las cámaras de conservación, dotadas de control de temperatura y humedad para optimizar y prolongar su conservación.
- Recuperación: Promoción de iniciativas, colaboraciones y políticas que deben favorecer la conservación del patrimonio audiovisual gallego. Se intenta facilitar y favorecer los depósitos y/o donaciones de empresas, instituciones, organismos o particulares para que sus fondos fílmicos se cedan al archivo. Se asesora y se ayuda a toda aquellas instituciones públicas o privadas que tienen fondos fílmicos a tomar conciencia de la fragilidad del soporte cinematográfica para que adopten las medidas pertinentes para su correcta conservación.

- Preservación y/o restauración: "Telecinar" los films en soporte videográfico para evitar su manipulación y facilitar su consulta. Copiar las películas con degradación física o química a otros soportes cinematográficos siempre respetando los códigos éticos de restauración. Es decir, manteniendo el file lo más cercano posible a la obra que hicieron los autores en el momento de su creación.
- Catalogación: Identificar los documentos cinematográficos con el título, autores, productores, intérpretes, nacionalidad, fechas y el vaciado de contenido para que cada film se pueda reconocer de forma inequívoca y que no dé lugar a confusión con otras grabaciones con el mismo título u otras versiones, etc.

### Instalaciones
- Salas de visionado en formatos de 35mm, 16mm, 9,5mm y 8mm.
- Cabina de visionado en soporte vídeo y digital para las consultas externas.
- Mesas de repaso y adecuación de los documentos cinematográficos.
- Telecine de 35mm y 16mm para pasar las imágenes a soporte videográfico.
- Sistema de cambios de formato videográficos analógicos y digitales.
- Escáneres fotográficos para la digitalizar los fondos de fotografías de cine.
- Escáner fotográfico de alta resolución para la restauración de películas primitivas.
- Neveras de conservación con control de temperatura y humedad.
- Ordenadores para la consulta de la base de datos para las búsquedas externas.

### Fondos
El archivo cuenta con 10.000 bobinas de película que corresponden a unos 7.000 documentos audiovisuales (2.000 títulos, aproximadamente) en diferentes soportes: 6.000 películas cinematográficas (en 35mm, 16mm, 8mm y 9,5mm) y unos 1.000 vídeos (VHS, betacam, DVD, discos duros, etc). Además, hay que sumarle una gran colección de negativos de fotografías.
El material depositado procede de:
- Empresas: Suelen ser productoras o distribuidoras, aunque también pueden ser empresas que han acumulado un importante fondo cinematográfico que no pueden conservar en condiciones óptimas.
- Instituciones: entidades parecidas al caso anterior pero de carácter público y no lucrativo.
- Particulares: coleccionistas privados y/o cineastas. Sus depósitos incluyen tanto clásicos recuperados por ellos mismos y que ceden para su conservación como películas filmadas por ellos mismos.

Una vez establecido el contacto entre las dos personalidades, la entrada del material al archivo puede tener distintas tipologías jurídicas:
- Depósitos: el fondo custodiado en el archivo continúa siendo propiedad del depositario.
- Donaciones: igual que el caso anterior pero los derechos de propiedad sobre las copias son ostentados por la Filmoteca; el depositario ha realizado la donación renunciando al material.
- Entregas obligatorias: todas las películas que reciben subvenciones de la Junta deben ser depositadas por la productora en el archivo que recibe la custodia de conservación.
- Compras: directas de la Filmoteca. Pueden ser acuerdos con coleccionistas, o títulos que ha adquirido para la proyección y exhibición en la sala. Es una forma de entrada de material muy excepcional.
- Obsequios e intercambios: entradas de material como resultado de cambios, intercambios y/o colaboraciones con otras filmotecas.
- Trabajos de preservación y restauración: efectuados desde el mismo CGAI. Para poder cumplir con el objetivo principal se lleva a cabo una tarea selectiva de preservación y restauración de algunas copias, proceso que puede culminar en un nuevo tiraje en un laboratorio cinematográfico.